# Monodiscodes dimorphus
Monodiscodes dimorphus är en stekelart som först beskrevs av Mercet 1921.  Monodiscodes dimorphus ingår i släktet Monodiscodes och familjen sköldlussteklar. Inga underarter finns listade i Catalogue of Life.